# 1997 CR29
1997 CR29 är ett transneptunskt objekt i Kuiperbältet. Det upptäcktes den 3 februari 1997 av den brittiske astronomen David C. Jewitt och de båda amerikanska astronomerna Jun Chen och Chad Trujillo vid Mauna Kea-observatoriet.